# Toxicologia

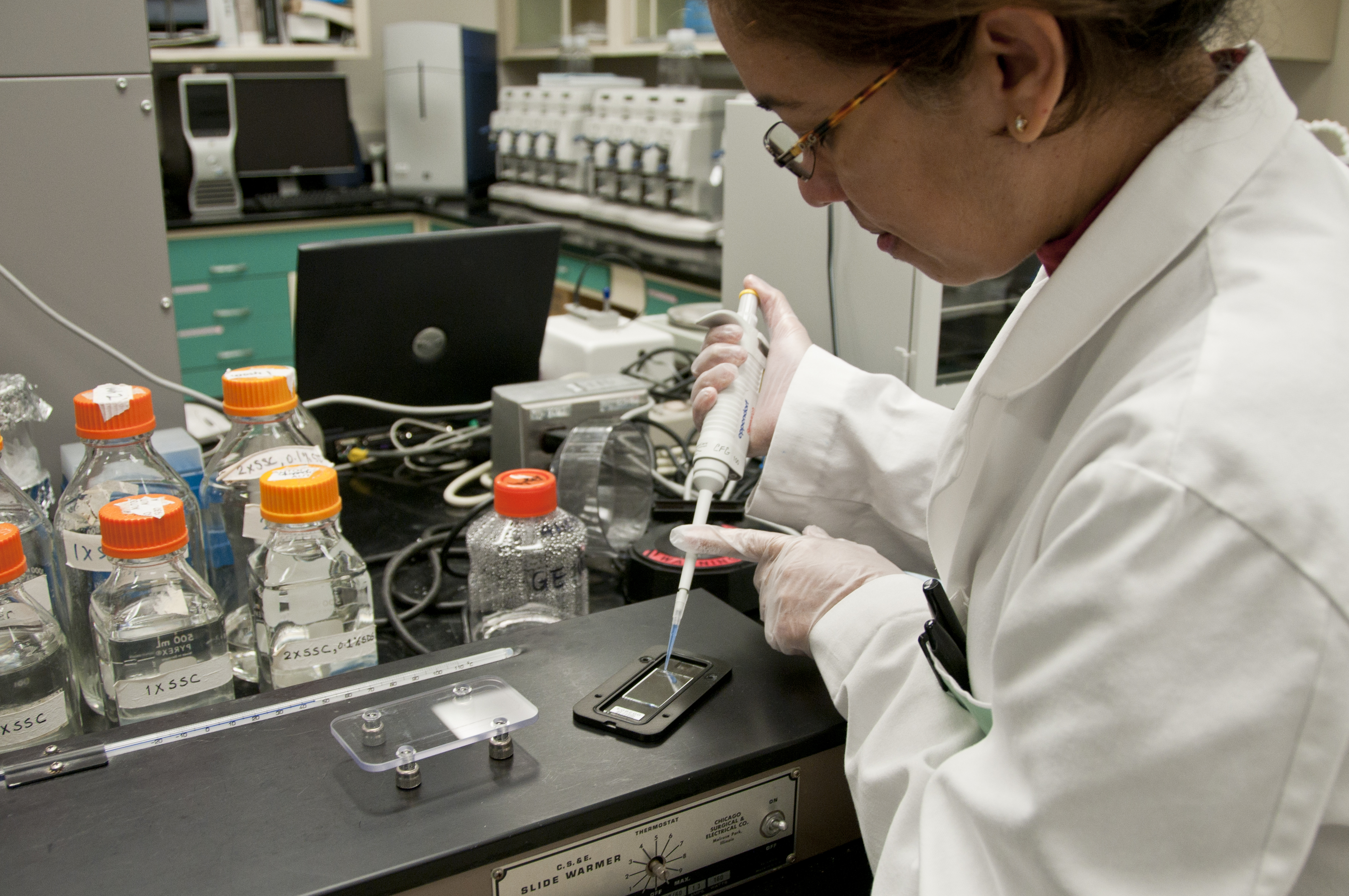
Toxicologia

A toxicologia é uma ciência multidisciplinar que tem como objeto de estudo os efeitos adversos das substâncias químicas sobre os organismos. Possui vários ramos, sendo os principais a toxicologia clínica, que trata dos pacientes intoxicados, diagnosticando-os e instituindo uma terapêutica mais adequada; a toxicologia experimental, que utiliza animais para elucidar o mecanismo de ação, espectro de efeitos tóxicos e órgão alvos para cada agente tóxico, além de estipular a DL50 e doses tidas como não tóxicas para o homem através da extrapolação dos dados obtidos com os modelos experimentais; e a toxicologia analítica, que tem como objetivo identificar/quantificar toxicantes em diversas matrizes, sendo estas biológicas (sangue, urina, cabelo, saliva, vísceras, etc.) ou não (água, ar, solo). No entanto existem outras áreas da toxicologia como a ambiental, forense, de medicamentos e cosméticos, ocupacional, ecotoxicologia, entomotoxicologia, veterinária, etc. Sendo assim, é importante que o profissional que atue nesta área tenha conhecimentos de diversas áreas como química, farmacocinética e farmacodinâmica, clínica, legislação, etc.

## Origem da palavra
A palavra "Toxikon" tem origem grega e significa veneno das flechas (usado na caça desde a antiguidade). As pontas das flechas eram preparadas com material bacterialmente contaminado, por exemplo pedaços de cadáveres ou venenos vegetais, com o intuito de acelerar a morte dos animais, levando a paralisia do músculo cardíaco e da musculatura esquelética.  A toxicologia é uma ciência multidisciplinar que tem como  objeto de estudo as alterações das funções fisiológicas, isto é, os efeitos nocivos causados por substâncias químicas sobre organismos vivos.

## Concentração ou dosagem
Na questão de determinar a toxicidade de um determinado material, é normalmente importante saber determinar a quantidade ou concentração desse material. Algumas substâncias têm em pequenas quantidades um efeito positivo sobre o corpo e tornam-se no entanto perigosas quando em grandes concentrações.
"Todas as coisas são um veneno e nada existe sem veneno, apenas a dosagem é razão para que uma coisa não seja um veneno" (Theophrastus Bombastus von Hohenheim, conhecido como Paracelso (1493-1541)).
Muitas substâncias consideradas venenosas são tóxicas apenas de forma indirecta. Um exemplo é o "álcool de madeira" ou metanol, o qual não é venenoso em si mesmo mas que é convertido em formaldeído tóxico no fígado. Muitas moléculas de narcóticos tornam-se tóxicas no fígado, um bom exemplo sendo o acetaminofeno (paracetamol), especialmente na presença de álcool. A variabilidade genética de certas enzimas do fígado permitem que a toxicidade de muitos compostos variem de um indivíduo para o outro. Como a actividade de uma enzima do fígado pode induzir a actividade de outras, muitas moléculas tornam-se tóxicas apenas em combinação com outras.
Uma actividade muito comum entre os toxicólogos é identificar quais as enzimas do fígado convertem uma molécula num veneno, ou quais os produtos tóxicos dessa conversão ou ainda em que condições e em que indivíduos essa conversão toma lugar.
O termo LD50 refere-se à dosagem de uma substância tóxica que mata 50% de uma população teste (normalmente ratos ou outros animais de testes que se usam para testar a toxicidade).